# Glava
Glava is een plaats in de gemeente Arvika in het landschap Värmland en de provincie Värmlands län in Zweden. De plaats heeft 201 inwoners (2005) en een oppervlakte van 95 hectare.